# Blast My Desire
『Blast My Desire』（ブラストマイデザイア）は、moveの19枚目のシングル。

## 概要
- アニメ「頭文字D Fourth Stage」のエンディングテーマ。（ACT1～ACT10まで）
- PVは冬を意識した物にする為、豪雪の中でロケを行った。

## 収録曲

### CD
1. Blast My Desire
  - 作詞：motsu、作曲・編曲：t-kimura
  - アニメ「頭文字D Fourth Stage」エンディングテーマ
2. DEEP CALM
  - 作詞：motsu、作曲・編曲：t-kimura
  - テレビ東京系「Game　JOCKEY」オープニングテーマ
3. WORLD’S END　～Rebirth～
  - 作詞：motsu、作曲・編曲：t-kimura
  - テレビ東京系「ピカピカプリンス」エンディングテーマ
4. WORLD’S END　～Rebirth～ D．I’s Grunge HipHop Mix
5. WORLD’S END　～Rebirth～ Burn up the soul Mix
6. WORLD’S END　～Rebirth～ HEAD BANGER’S Mix
7. Blast My Desire （instrumental）
8. DEEP CALM （instrumental）
9. WORLD’S END　～Rebirth～（instrumental）

### DVD
1. Blast My Desire
2. Making of Blast My Desire
3. motsu about RAP Vol. Ⅳ
4. WORLD'S END ~Rebirth~ (Live)